# Mindre frostfjäril
Mindre frostfjäril (Operophtera brumata) är en fjärilsart som först beskrevs av Carl von Linné 1758. Mindre frostfjäril ingår i släktet Operophtera och familjen mätare, Geometridae. Arten är reproducerande i Sverige. Inga underarter finns listade i Catalogue of Life.
Mindre frostfjäril förvandlas till fullbildad fjäril först på hösten. Hanarna har grå och brungrå vingar. Honornas vingar är så förkrympta att de inte kan flyga. Fjärilslarverna kläcks tidigt på våren och lever på och äter bladen av lövträd och buskar. De kan orsaka stora skador på bland annat fruktträd.

## Utseende
Hanens vingspann är mellan 28 och 33 millimeter. Framvingens ovansida är svagt randad med tvärgående band i olika nyanser av spräckligt grått och gråbrunt. Bakvingen är ljus. Undersidan av vingarna är enfärgat ljusa. Honans vingar är förkrympta, endast 2 till 3 millimeter långa. De är grå med mörkbruna tvärband. Den kan vara svår att skilja från större frostfjäril, Operophtera fagata.
Larven är grön. Ryggen är i en mörkare nyans och på sidorna finns ett par gulvita längsgående linjer. Huvudet är först svart, senare brunt eller grågrönt. Larven blir upp till 20 millimeter lång.

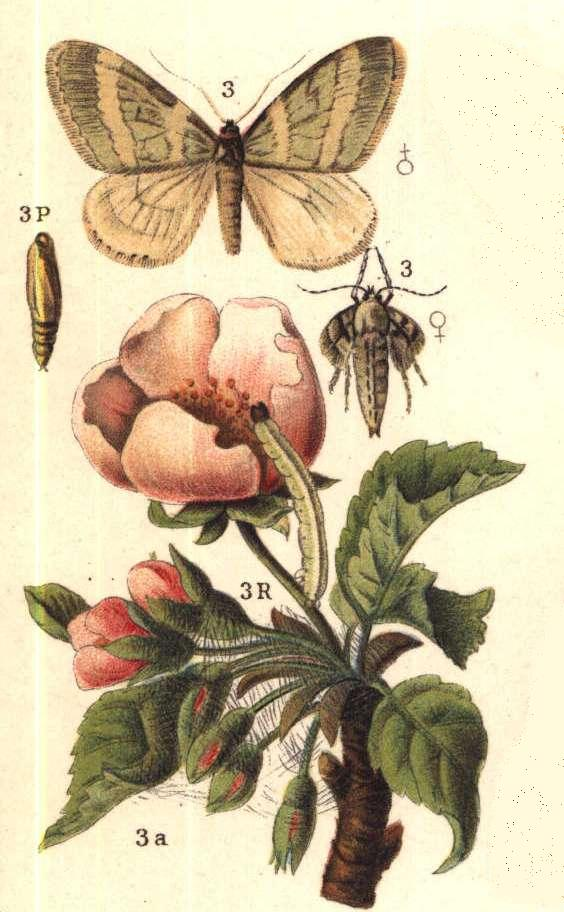
Illustration som visar hane (överst), puppa (3P), hona (höger) och larv (3R).
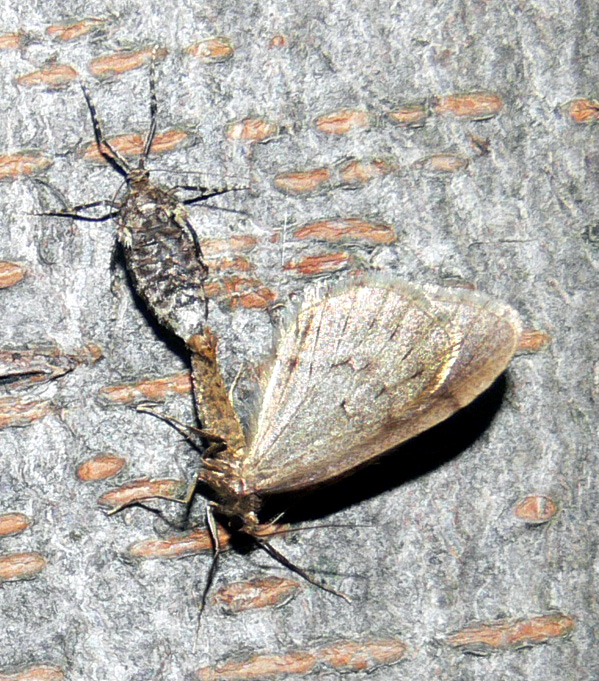
Parning.
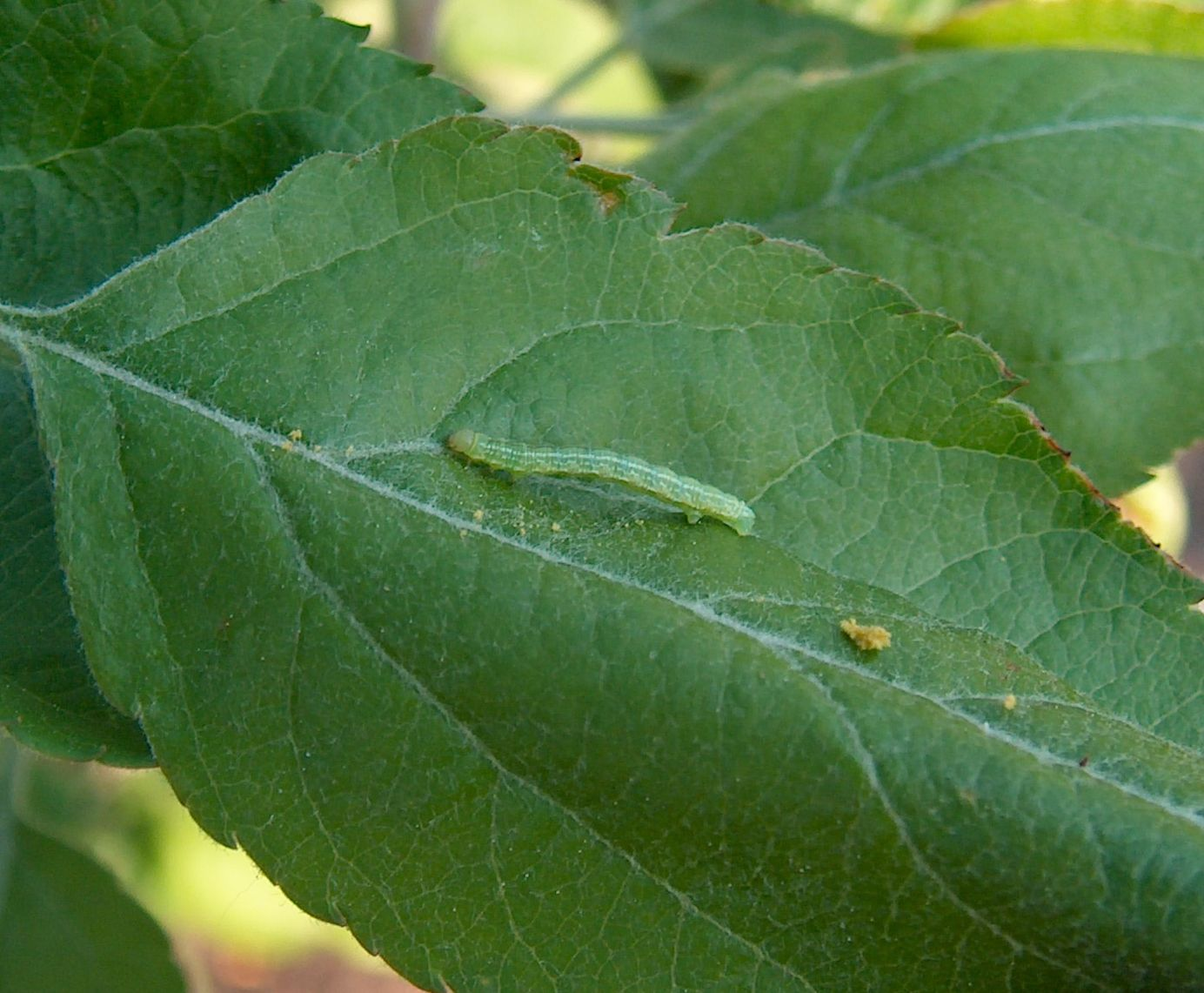
En Mindre frostfjärilslarv på ett äppelträdsblad.

## Levnadssätt
Mindre frostfjäril, liksom alla andra fjärilar, genomgår under sitt liv fyra olika stadier; ägg, larv, puppa och imago. En sådan förvandling kallas för fullständig metamorfos.
Flygtiden, den period när fjärilen är imago infaller från september till december. Fjärilarna är i huvudsak i rörelse under lugna kvällar efter solnedgången. Eftersom honorna inte kan flyga måste de krypa uppför de träd och buskar på vars yngre grenar de lägger sina ägg. Under vandringen uppför stammarna söks de upp av hanarna och parningen sker. Just när äggen läggs är de ljusgröna, men ändrar snart färg till ljusrött och de förblir ljusröda hela vintern. På våren strax före lövsprickningen blir de mörkgrå, vilket är ett tecken på att larven om några få dagar kommer att kläckas.
Värdväxter, de växter larven lever på och äter av, är olika lövträd och buskar bland annat  björkar, viden/pilar, rönnar, aplar, prunusar och ripsar. De nykläckta larverna äter sig in i bladknopparna där de angriper de små bladanlagen. Om det finns många larver i en och samma knopp utvecklas oftast inga blad ur den. De blad som utvecklas spinns ihop av larverna och efter hand äter de upp bladvävnaden så att endast bladskaftet och delar av de grövre bladnerverna återstår. Någon gång i början av sommaren är larverna fullvuxna och kryper ner från träden för att förpuppas i jordytan. Ur puppan kläcks den fullbildade fjärilen framåt hösten och en ny flygtid börjar.

## Utbredning och habitat
Mindre frostfjärils utbredningsområde är i Europa och så långt österut som till Kaukasus. Den förekommer allmänt i hela Sverige. Dess habitat, det vill säga den miljö den lever i, är lövskogar och marker där det växer buskar. Larverna kan skada fruktodlingar. Visserligen kan ett träd som larverna kalätit tidigt på sommaren utveckla nya blad under sommaren, men fruktskörden blir mycket sämre eller uteblir helt, inte bara den sommaren utan även nästa.